# Provincia di Phu Tho
Phu Tho (vietnamita: Phú Thọ, ideogramma: 富壽) è una provincia che si trova nella regione nord-orientale del Vietnam.
Phú Thọ è situata al di sopra del triangolo del Delta del fiume Rosso, collegando Hanoi con le province più montagnose del Nord, come Tuyên Quang, Hà Giang, Yen Bai e Lao Cai. La capitale della provincia è Viet Tri City, 80 chilometri a nordovest di Hanoi e a 50 km dall'aeroporto internazionale di Noi Bai.
Nella provincia vivono 1.463.726 persone su una superficie di 3.528,1 km².